# Jahnsdorf/Erzgeb.
Jahnsdorf/Erzgeb. település Németországban, azon belül Szászország tartományban. Lakosainak száma 5368 fő (2023. december 31.).

## Népesség
A település népességének változása:
| Lakosok száma | 5570 | 5568 | 5423 | 5411 | 5368 |
|               | 2017 | 2019 | 2021 | 2022 | 2023 |